# Trường chinh (phim truyền hình Trung Quốc)
Trường chinh (tiếng Trung: 長征, tiếng Anh: The long march) là một phim truyền hình chính luận do Kim Thao và Đường Quốc Cường đạo diễn, xuất phẩm ngày 18 tháng 06 năm 2001 tại Bắc Kinh.

## Lịch sử
Phim gồm 24 tập, thực hiện đầu năm 2001, mô tả cuộc viễn chinh của hồng quân công nông Trung Hoa nhằm tránh sự truy quét của Quốc Quân giai đoạn 1934-6, nằm trong chuỗi dự án văn nghệ chào mừng lễ kỷ niệm 90 năm thành lập Đảng Cộng sản Trung Quốc.

## Nội dung
Năm 1934, lãnh đạo Đảng Cộng sản Trung Quốc gồm Bác Cổ, Lý Đức, Châu Ân Lai (tam nhân đoàn) cùng cộng sự phân tích những sai lầm chiến thuật dẫn tới tổn thất nặng trước các đợt công kích của Trung Quốc Quốc dân Đảng. Rốt cuộc, bộ chỉ huy quân sự Đảng Cộng sản Trung Quốc đánh liều mở cuộc đại triệt thoái Sơn Tây - Cam Túc.
Trong bối cảnh an toàn khu có nguy cơ không chịu nổi 4 đại chiến dịch do Tưởng Giới Thạch phát động, tại hội nghị Tuân Nghĩa, một cán bộ bậc trung là Mao Trạch Đông (Lão Mao) được cử vào bộ chính trị, còn cố vấn Lý Đức bị gạt ra rìa. Nhờ thế, triết lý quân sự Đảng Cộng sản Trung Quốc đổi hẳn theo hướng bản địa hóa thay vì rập khuôn Soviet mà thực tế đã chứng minh là thiệt nhiều hơn thắng.
Sau khi giành được vị thế cao nhất trong hàng ngũ lãnh đạo, Lão Mao bắt đầu tiến hành cuộc vạn lý trường chinh khốc liệt mà vinh quang. Mục phiêu chính là tìm lấy một địa điểm gầy dựng lại phong trào cách mạng và gây nền cho một chính quyền Trung Hoa mới.
Truyện phim kết thúc ở bối cảnh chiến khu Diên An năm 1936.

## Kĩ thuật
Phim được quay chủ yếu tại Ninh Hạ, Tứ Xuyên và Bắc Kinh suốt 5 tháng đầu năm 2001.

### Sản xuất
- Giám chế: Cao Kiến Dân

### Diễn xuất
- Đường Quốc Cường... Mao Trạch Đông, Chủ tịch chính quyền Xô viết, được bầu vào Thường vụ Bộ Chính trị năm 1935
- Lưu Kình...Chu Ân Lai, ủy viên Bộ chính trị, sau hội nghị Tuân Nghĩa vẫn là phó chủ tịch ủy ban quân sự
- Trịnh Cường...Trương Văn Thiên, ủy viên Bộ chính trị, sau hội nghị Tuân Nghĩa phụ trách đảng thay Bác Cổ
- Vương Ngũ Phúc...Chu Đức, ủy viên Bộ chính trị, chủ tịch ủy ban quân sự
- Trương Lâm...Vương Giá Tường, ủy viên dự khuyết Bộ chính trị, chủ nhiệm chính trị hồng quân, sau hội nghị Tuân Nghĩa là ủy viên BCT
- Trương Thế Hội...Bác Cổ, phụ trách đảng, sau hội nghị Tuân Nghĩa vẫn là ủy viên BCT
- Quách Liên Văn...Lưu Thiếu Kỳ, ủy viên dự khuyết BCT, sau lên phía bắc
- Diêu Cư Đức...Bành Đức Hoài, phó chủ tịch ủy ban quân sự TW, ủng hộ Mao Trạch Đông
- Trương Tái Tân...Lưu Bá Thừa, tham mưu trưởng Hồng quân
- Dương Tuấn Dũng...Trần Vân, ủy viên BCT
- Kim Thao...Đặng Phát, ủy viên dự khuyết BCT, phụ trách an ninh
- Mã Minh...Diệp Kiếm Anh, phụ trách quân sự trong Hồng quân, giúp duy trì đoàn kết nội bộ trong Trường chinh
- Lý Du Cần...Từ Hướng Tiền, phụ trách quân sự trong Hồng quân, thành viên chính quyền Xô viết
- Vương Á Quân...Hạ Tử Trân, vợ hai Mao Trạch Đông, bị thương khi tham gia Trường chinh
- Hoàng Vi...Đặng Dĩnh Siêu, vợ Chu Ân Lai, công tác Văn phòng trung ương
- Châu Mỹ Thần...Khang Khắc Thanh, vợ Chu Đức, thành viên dự khuyết chính quyền Xô viết
- Khương Phong...Lâm Bưu, một trong các chỉ huy quân sự, ủng hộ Mao Trạch Đông, nhưng sau có ý Bành Đức Hoài thay thế
- Mã Cương...Nhiếp Vinh Trăn, phụ trách chính trị trong Hồng quân, ủng hộ Mao Trạch Đông, chống Trương Quốc Đào ly khai
- An Vinh Sinh...Đặng Tiểu Bình, thư ký ủy ban trung ương, sau làm tuyên truyền chính trị hồng quân
- Trần Nhất Phương...Lưu Anh, vợ Trương Văn Thiên
- Lý Nhuế... Sái Sướng, thành viên chính phủ xô viết, sau tham gia công tác phụ nữ của đảng
- Trương Hội Thương...Hồ Ban Trưởng, chiến sĩ bảo vệ Mao Trạch Đông đã hi sinh bảo vệ ông
- Lưu Dũng...Cam Nhân, chiến sĩ bảo vệ Mao Trạch Đông hi sinh trong Trường chinh
- Tùy Trữ Dương...Dương Thượng Côn, phụ trách chính trị trong Hồng quân, phê phán Bác Cổ tại hội nghị Tuân Nghĩa
- Thằng Trung...Trương Quốc Đào, đứng đầu ủy ban quân sự tây bắc, phụ trách lộ quân thứ tư, không chịu sáp nhập với lộ quân thứ nhất
- Dương Mãnh...Trần Xương Hạo, chỉ huy quân sự lộ quân thứ tư, sau phụ trách chính trị khi lộ quân thứ nhất và tư sáp nhập
- Hứa Mao Mao...Trần Canh, chỉ huy quân sự, nổi tiếng qua trận vượt sông Kim Sa
- Cao Dũng...Lý Tiên Niệm, chỉ huy quân sự, nổi tiếng qua trận Gia Lăng
- Lưu Vũ Đồng...Đặng Bình, chiến sĩ Hồng quân hi sinh năm 1935, khi 27 tuổi
- Trương Hạo...Châu đoàn trưởng, một chỉ huy Hồng quân
- Tôn Á Bình...A Ngọc
- Nhiễm Bình Sinh...Lưu Phú
- Khương Hiểu...Dương Thành Vũ, chỉ huy quân sự, nổi tiếng qua trận cầu Lô Định
- Lưu Cảnh Phạm...Khải Phong, ủy viên dự khuyết BCT, phụ trách công tác đoàn, từng ủng hộ và thân Bác Cổ
- Tề Phi Quốc...Cù Thu Bạch, trước Trường chinh là thành viên ủy ban giáo dục, bộ trưởng giáo dục, bệnh phổi phải ở lại và hi sinh
- Hình Phong...Đổng Tất Vũ, bí thư trung ương đảng
- Hầu Chính Dân...Từ Đặc Lập, thành viên chính phủ xô viết, phụ trách giáo dục
- Lý Quảng Dã...Lâm Bá Cừ, thành viên chính phủ, phụ trách tài chính
- Lưu Hậu Ân...Tạ Giáo Tai, thành viên chính phủ
- Vương Kiện...Nhậm Bật Thời, thành viên Ủy ban quân sự trung ương
- Tư Mã Vân Thanh...Hạ Long, cùng Nhậm Bật Thời phụ trách lộ quân thứ hai
- Hoàng Bằng...Trần Nghị, phụ trách quân sự, không tham gia Trường chinh, ở lại xây dựng du kích sau là Tân tứ quân
- Mã Đồng Lâm...Tiêu Nguyệt Hoa, nữ quân nhân, sau được giao làm việc ban thư ký ủy ban trung ương, buộc kết hôn Lý Đức
- Lý Bân...Tiểu Ngụy
- Sergey Georgyevich...Lý Đức, cố vấn của Quốc tế CS gửi đến, một trong bộ ba lãnh đạo đầu Trường chinh, sau bị tước quyền
- Hùng Dũng...Phó Liên Chương, bác sĩ, sau làm thứ trưởng bộ y tế khi tới Diên An
- Châu Hồng Lôi...Hạ Di, em ruột Hạ Tử Trân
- Văn Nhuận Sinh...Mao Trạch Dân, em Mao Trạch Đông
- Doãn Dật Trần...Tiểu Mao
- Tôn Chuyên Nham...Hoàng bí thư
- Nhậm Quốc Chấn...Tiêu Hoa, chỉ huy trận Ngô Giang
- Diêu Dao...Vương Chí Hồng
- Tưởng Vân Long...Phan Hán Niên, tham gia ký hiệp định đình chiến với Tưởng Giới Thạch tháng 10 năm 1934
- Cao Cao...Trình Tử Hoa, chỉ huy quân sự, sau gây dựng cơ sở ở Thiểm Tây
- Dương Đắc Trí...Lý Thế Kỷ
- Quách Vĩnh Thuận...Dương Lập Tam, phụ trách hậu cần Hồng quân
- Hùng Dũng...Ngũ Tu Quyền, chỉ huy quân sự, tham gia hội nghị Tuân Nghĩa ủng hộ Mao
- Hàn Quang...Quan Hướng Ứng, chỉ huy quân sự trong lộ quân thứ hai
- Ngô Quốc Bình...Hà Trưởng Công, chỉ huy quân sự trong lộ quân thứ nhất
- Giải Tu Minh...Ngô Lượng Bình, phụ trách tuyên truyền trong hồng quân
- Dương Hồng Đào...Lạc Tang
- Bành Tử Hãn...Vương Chấn, công tác chính trị lộ quân thứ hai
- Lý Yên Bình...Hà Thúc Hành, ủy viên trung ương và chính phủ, hi sinh khi ở lại căn cứ thực hiện chiến tranh du kích
- Dịch Lỗi...Tiêu Khắc, phụ trách quân sự trong lộ quân thứ hai
- Trương Xuân...Hàn Đông Sơn, chỉ huy quân sự
- Thi Hóa Lâm...Lý Đặc, chỉ huy quân sự, theo Trương Quốc Đào di chuyển quân về phía tây
- Vương Xuân...Tiểu Lý
- Vương Cơ Minh...Trần Thụ Tương, chỉ huy quân sự hi sinh trong Trường chinh
- Trương Trị Trung...Tiểu Diệp Đơn, thủ lĩnh bộ lạc thiểu số ở Tứ Xuyên hợp tác với Hồng quân
- Trần Đạo Minh...Tưởng Giới Thạch, chủ tịch chính phủ quốc gia Nam Kinh
- Nhậm Trình Vĩ...Án Đạo Cương, chỉ huy quân sự quân đội Tưởng
- Triệu Nghị Duy...Trần Thành, phó chủ tịch chính phủ Tưởng Giới Thạch, tham gia chỉ huy vây ráp hồng quân
- Trần Thiên Lục...Hạ Quốc Quang, chỉ huy tấn công Hồng quân ở Tứ Xuyên
- Trần Tiêu Y...Tống Mỹ Linh, vợ Tưởng Giới Thạch
- Tào Bồi Xương...Dương Vĩnh Thái, chính trị gia chính quyền Tưởng, tham gia vây bắt Hồng quân
- Nhan Thế Khôi...Hùng Thức Huy, tỉnh trưởng Giang Tây
- Trịnh Ngọc...Vương Gia Liệt, tỉnh trưởng Quý Châu
- Sư Tiểu Hồng...Tiết Nhạc, chỉ huy quân sự chiến dịch tấn công Hồng quân ở Giang Tây
- Đỗ Giang Ninh...Quách Huân Kỳ, chỉ huy quân sự quân đội Tưởng
- Trịnh Thiên Dung...Long Vân, chỉ huy quân sự ở Vân Nam
- Châu Nghệ Hoa...Lưu Tương, một lãnh chúa Tứ Xuyên
- Phan Hồng...Hà Kiện, chỉ huy quân sự vây Hồng quân ở Hồ Nam
- Dương Tân Châu...Lưu Phỉ, chỉ huy quân sự tại Quảng Tây
- Châu Hiểu Xuân...Dương Sâm, lãnh chúa Tứ Xuyên, không ngăn chặn Hồng quân theo kế hoạch Tưởng
- Lý Gia Bân...Ngô Trung Tín, chủ tịch ủy ban Nội Mông và Tây Tạng
- Triệu Ung...Lưu Kiến Tự, tướng ở Hồ Nam
- Hồ Bái...Lưu Bán Tiên
- Trương Lôi...Mặc Thục Phân
- Phương Khôn...Ngô Kỳ Vĩ, tướng quân đội Tưởng, thất trận sông Ngô Giang
- Tôn Hành...Châu Hỗn Nguyên, tùy tướng của Tưởng Giới Thạch
- Trương Tiểu Long...Lại Chấp Trung, chỉ huy quân sự của Tưởng
- Đổng Phàm...Lại Thê
- Lư Dũng...Lưu Văn Huy, một lĩnh chúa Tứ Xuyên

## Văn hóa
Bộ phim là bản kĩ lưỡng hơn của xuất phẩm điện ảnh cùng tên, có cái nhìn không lệch về bên nào, nhất là khai thác rõ những xung đột nội bộ ở cả hai phe tham chiến. Vì vậy, phim nhận được mối quan tâm lớn của khán giả truyền hình Trung Quốc, đặc biệt tại khu vực Bắc Kinh.
Trong quá trình quay cảnh chiến đấu trên núi tuyết cao 4 ngàn mét, đạo diễn Kim Thao bị ngã gãy cột sống, phải đi cấp cứu. Sự kiện này khiến tổng đạo diễn Đường Quốc Cường vô cùng lo lắng.
| “                                | Để thực hiện Trường Chinh, anh phải có cái nhìn sâu sắc về toàn bộ lịch sử Trường Chinh, và đứng tương đối cao để có sự hiểu biết toàn diện về các sự kiện diễn ra suốt chiều dài của nó. Bao gồm cả hành trình lý trí và cảm xúc của Mao chủ tịch, cũng như bối cảnh xã hội đương thời và tình thế Quốc Dân Đảng. | ” |
| — Tổng đạo diễn Đường Quốc Cường | |   |

Phim được công chiếu lần đầu tại Việt Nam là trên VTV3 đầu năm 2002, định kì từ thứ Hai đến thứ Năm hàng tuần ở khung giờ vàng 20:00 - 21:00, thu hút sự quan tâm sâu sắc của lớp khán giả Bắc Bộ vốn có thời gian dài tương tác với xã hội Hoa lục cận đại.

### Nhạc nền
- Thất luật - Trường chinh (七律·長征)
Sáng tác: Mao Tử Nhậm
- Thập tống hồng quân (十送紅軍)
Diễn xướng: Tống Tổ Anh[7]

### Vinh danh
Giải thưởng Truyền hình Kim Ưng 2002 cho hạng mục Phim truyền hình xuất sắc nhất.

## Liên kết
1. ↑  Kim Thao - đạo diễn bộ phim Trường chinh
2. ↑  从“小生”到“领袖”——长征主演唐国强
3. ↑  亚苗 (ngày 19 tháng 6 năm 2001). "全景式再现历史奇迹 电视剧《长征》昨起播出" (bằng tiếng Trung). 新浪网，来源：新闻晨报. Truy cập ngày 26 tháng 11 năm 2018.
4. ↑  "长征，贡献给世界的壮丽史诗". 责任编辑：王晓易_NE0011 (bằng tiếng Trung). 网易，来源：新华报业网-新华日报(南京). ngày 8 tháng 6 năm 2011. Bản gốc lưu trữ ngày 26 tháng 11 năm 2018. Truy cập ngày 26 tháng 11 năm 2018.
5. ↑  "电视剧《长征》" (bằng tiếng Trung). 南海网. Bản gốc lưu trữ ngày 11 tháng 6 năm 2019. Truy cập 2011. {{Chú thích web}}: Kiểm tra giá trị ngày tháng trong: |access-date= (trợ giúp)
6. ↑  "二十四集电视连续剧《长征》剧情梗概" (bằng tiếng Trung). 金鹰网. Truy cập 2008. {{Chú thích web}}: Kiểm tra giá trị ngày tháng trong: |access-date= (trợ giúp)
7. ↑  Song Zuying - Seeing off the Red Army Troops

- Trường chinh trên Internet Movie Database
- Thông tin tại Bách Độ
- 庆祝中国共产党成立九十周年优秀电视剧展播系列报道：《长征》[liên kết hỏng]
- 仲呈祥：《长征》具有标志性意义[liên kết hỏng]
- 中国电视剧《长征》要在韩国播出[liên kết hỏng]